# Young Power (kompilacja)
Young Power – kompilacyjny album zespołu Young Power wydany w 1991 przez wytwórnię Polskie Nagrania "Muza". Materiał nagrano w latach 1986–1987 w studiu PR w Poznaniu. Sześć pierwszych utworów pochodzi z albumu Young Power (1987), pięć kolejnych z Nam Myo Ho Renge Kyo (1988).

## Lista utworów
1. "First Not Last" (K. Popek) – 4:25
2. "B.E.D." (K. Popek) – 9:15
3. "Nut – Crackers without Nuts" (K. Zawadzki) – 5:30
4. "One By One" (K. Popek) – 4:00
5. "Jahu" (A. Korecki) – 4:10
6. "Last Not First" (K. Popek) – 4:10
7. "Awasekana" (K. Popek) – 4:05
8. "Nam Myo Ho Renge Kyo" (K. Popek) – 7:10
9. "Reggae" (A. Gralak, J. Skolias) – 5:20
10. "7" (W. Niedziela) – 5:00
11. "Nana" (K. Głuch, K. Popek, J. Skolias) – 5:20

## Skład
- Krzysztof Popek – flet, lider
- Piotr Wojtasik – trąbka
- Antoni „Ziut” Gralak – trąbka
- Robert Jakubiec – trąbka
- Robert Majewski – trąbka (1-6)
- Grzegorz Nagórski – puzon
- Bronisław Duży – puzon
- Aleksander Korecki – saksofon
- Włodzimierz „Kinior” Kiniorski – saksofon
- Adam Wendt – saksofon
- Waldemar Leczkowski – saksofon (1-6)
- Marek Kazana – saksofon (7-11)
- Wojciech Niedziela – instr. klawiszowe
- Zbigniew Jakubek – instr. klawiszowe
- Bernard Maseli – wibrafon
- Henryk Gembalski – skrzypce (1-6)
- Andrzej Urny – gitara
- Grzegorz Kapołka – gitara (1-6)
- Marcin Pospieszalski – gitara basowa
- Krzysztof Zawadzki – instr. perkusyjne
- Andrzej Ryszka – perkusja (1-6)
- Jerzy Piotrowski – perkusja (7-11)
- Jorgos Skolias – śpiew (7-11)